# Yitzhak Yosef
Yitzhak Yosef, né le 16 janvier 1952 à Jérusalem, a été le grand-rabbin séfarade de l'État d'Israël de 2013 à 2024.
Il était alors également appelé Rishon LeZion, du nom donné aux grands-rabbins séfarades en Israël.

## Biographie
Yitzhak Yosef est le fils d'Ovadia Yosef, ancien grand-rabbin séfarade d'Israël.
Il est l'auteur de la célèbre série de livres de Halakha Yalkout yossef.

## Polémiques et controverses
Il affirme en 2016 que les non-juifs ne devraient pas pouvoir vivre en Israël[réf. souhaitée].
Le 22 mars 2018 il s'illustre dans un sermon raciste en qualifiant les Noirs de « singes » et de « kushi » (équivalent du terme « nègre »),.